# 吲帕洛尔
吲帕洛尔是一种含氮有机氯化合物，化学式C
20H
23ClN
2O
3，能作为β受体阻滞剂。